# Canal Casiquiare
El canal Casiquiare, també conegut com a braç Casiquiare, és un riu veneçolà situat a l'estat Amazones, tributari del riu Amazones a través del riu Negro. Té una longitud de 326 km (400 segons Pau Vila) i una conca de 42.300 km² en la qual es produeix un fenomen hidrològic similar al conegut com captura fluvial (consisteix en la connexió del sistema del riu Orinoco amb el del riu Negro). Aquest tipus de connexió el converteix en el riu connector més gran de dos grans sistemes com són la conca del riu Amazones i de l'Orinoco, i està entre les majors d'Amèrica del sud.
El Casiquiare rep aigua del riu Orinoco al sud-oest del planell del Duida, la transporta a través de l'extens peneplà d'escàs desnivell en el qual rep diversos afluents (Siapa, Pasiba i Pasimoni) i fa grans meandres, al riu Negro, que aflueix a l'Amazones. El punt d'origen es troba a una altura d'uns 123 msnm, mentre que la seva confluència amb el riu Negro està a uns 91 msnm. La comunicació entre l'Orinoco i l'Amazones a través del Casiquiare, que ja era coneguda pels indígenes, va ser descrita el 1744 pel missioner Manuel Román, el qual portava algun temps en contacte amb missioners procedents del Brasil a través d'aquest riu. Posteriorment la comunicació fluvial a través del Casiquiare va ser reconeguda per la Real Expedició de l'Orinoco el 1755 i per Alexander von Humboldt el 1800.
El petit port de Solano destaca prop de la desembocadura del Casiquiare. Més que un fenomen de captura (que hagués tallat completament el curs de l'Orinoco cap al nord-oest durant la llarga història geològica de la zona), es tracta d'una espècie de vessament sobre un fons rocós l'erosió del qual és molt difícil per la resistència de les roques granítiques. Algunes de les possibles raons d'aquesta mena «vessament » cap al riu Negre i Amazones pot ser la proximitat del turó Duida i l'acció dels rius que porten sorres gruixudes a l'Orinoco pel seu marge dret; aquestes es dipositen en el fons i donen origen a una divisió dels corrents i a una espècie d'abocador natural. D'altra banda, la pròpia naturalesa del fons rocós del llit tant de l'Orinoco com del Casiquiare ha estabilitzat la situació al llarg d'un temps molt llarg: en ser el Casiquiare de menor cabal que el propi Orinoco, la profunditat és menor que la d'aquest últim riu, la qual cosa ha donat origen al fet que no existeixi un vessament complet cap al riu Casiquiare (el que equivaldria a una espècie de captura fluvial) sinó, com s'ha assenyalat, a una espècie d'abocament natural de part del cabal de l'Orinoco.